# Сасскинд, Леонард
Ле́онард Са́сскинд (англ. Leonard Susskind; род. 1940 в Бронксе, Нью-Йорк) — американский физик-теоретик, один из создателей теории струн, именной профессор Стэнфордского университета.
Член Национальной академии наук США (2000).

## Биография
Родился в еврейской семье. Закончил нью-йоркский Сити-колледж со степенью магистра по физике в 1962 году, а степень доктора философии получил в 1965 году в Корнеллском университете. В 1966—1979 годах преподавал в Иешива-университете (в 1971—1972 годах — в Тель-Авивском университете). С 1979 года профессор физики в Стэнфордском университете. С 1999 года профессор Корейского института перспективных исследований.
В 2013 году в соавторстве с Хуаном Малдасеной проанализировал парадокс файервола чёрной дыры и утверждал, что оный может быть разрешён, если частицы в запутанном квантовом состоянии соединены крошечными «кротовыми норами».
Живёт в Пало-Альто (штат Калифорния). 
Отличия
- Премия Сакураи (1998)
- Премия имени И. Я. Померанчука (2008)
- Мессенджеровские лекции (2013)
- Carl Sagan Prize for Science Popularization[англ.] (2025)[10]

## Научная деятельность
Сасскинд внёс значительный вклад в развитие современной физики. В числе его научных достижений:
- введение в адронную физику одномерного фундаментального объекта — струны;
- вклад в теорию конфайнмента кварков;
- разработка калибровочной теории в терминах гамильтоновой решётки;
- вклад в струнное описание энтропии чёрной дыры;
- разработка матричного описания М-теории;
- вклад в разработку голографического принципа.
- М-теория, разработка матричной модели[англ.] BFSS;

В своей статье 2003 года Сасскинд высказал свои соображения о роли антропного принципа в решении проблемы ландшафта теории струн. Является соавтором космологической версии многомировой интерпретации квантовой механики, в которой множество миров Эверетта отождествляются с множеством миров инфляционной космологии. Ранние работы по квантовой механике — оператор Сасскинда—Глоговера.